# 인천광역시의 문화유산자료
인천광역시의 문화재자료는 문화재자료 중에서 인천광역시 내에 있는 문화재를 의미한다.

## 지정목록
| 번호 | 사진 | 명칭                                            | 소재지                                                            | 관리자 (단체)                          | 지정일                                                                       | 참조 |
| 1호  |      | 욕은지 (浴恩池)                                 | 인천 계양구 계산동 943 (부평초등학교내)                           | 인천광역시교육청                       | 1983년 3월 2일 지정                                                          |      |
| 2호  |      | 학익지석묘 (鶴翼支石墓)                         | 인천 중구 송학동 자유공원                                         | 인천시                                 | 1983년 3월 2일 지정, 1995년 11월 4일 해제, 인천 기념물 제34호로 재지정       |      |
| 3호  |      | 어사대 (御射臺)                                 | 인천 계양구 계산동 943 (부평초등학교내)                           | 인천광역시교육청                       | 1990년 11월 9일 지정                                                         |      |
| 4호  |      | 각국조계석 (各國租界石)                         | 인천광역시 연수구 청량로160번길 26 (옥련동, 인천광역시시립박물관) | 인천광역시립박물관                     | 1990년 11월 9일 지정                                                         |      |
| 5호  |      | 원인재 (源仁齋)                                 | 인천 연수구 연수동 584                                            | 인천이씨종중                           | 1990년 11월 9일 지정                                                         |      |
| 6호  |      | 이세주묘출토관덮개 (李世胄묘출토관덮개)         | 인천광역시 연수구 청량로160번길 26 (옥련동, 인천광역시시립박물관) | 인천광역시립박물관                     | 1994년 11월 4일 지정                                                         |      |
| 7호  |      | 전등사대조루 (傳燈寺對潮樓)                     | 인천 강화군 길상면 온수리 635                                     | 인천광역시(교육감)                     | 1995년 3월 1일 지정                                                          |      |
| 8호  |      | 철종외가 (哲宗外家)                             | 인천 강화군 선원면 냉정리 264외 3필지                             | 파주염씨대종호외 1인                   | 1995년 3월 1일 지정                                                          |      |
| 9호  |      | 원층사지 (原層寺址)                             | 인천 강화군 하점면 이강리 산177                                   | 한명열                                 | 1995년 3월 1일 지정                                                          |      |
| 10호 |      | 선수돈대 (船首墩臺)                             | 인천 강화군 화도면 내리 1831외 1필지                              | 강화군                                 | 1995년 3월 1일 지정                                                          |      |
| 11호 |      | 망월돈대 (望月墩臺)                             | 인천 강화군 하점면 망월리 2107번지                                | 인천광역시 강화군청                    | 1995년 3월 1일 지정, 2008년 8월 18일 명칭변경                                |      |
| 12호 |      | 강화향교 (江華鄕校)                             | 인천 강화군 강화읍 관청리                                         | 향교재단                               | 1995년 3월 1일 지정, 1995년 11월 4일 해제, 인천 유형문화재 제34호로 승격     |      |
| 13호 |      | 참성단중수비 (塹城壇重修碑)                     | 인천 강화군 화도면 흥왕리 산42-1                                  | 이영순                                 | 1995년 3월 1일 지정                                                          |      |
| 14호 |      | 강화 서도 중앙교회 (江華 西島 中央敎會)         | 인천 강화군 서도면 주문도리 718외 2필지                           | 재단법인기독교조선감리회유지재단외 1인 | 1997년 7월 14일 지정                                                         |      |
| 15호 |      | 강화온수리성공회 (江華溫水里聖公會)             | 인천 강화군 길상면 온수리 505                                     | 강화군                                 | 1997년 7월 14일 지정, 2003년 10월 27일 해제, 인천 유형문화재 제52호로 재지정 |      |
| 16호 |      | 중구남북동조병수가옥 (中區南北洞趙炳秀家屋)     | 인천 중구 남북동 868                                              | 조병수                                 | 1997년 7월 14일 지정                                                         |      |
| 17호 |      | 화도돈대 (花島墩臺)                             | 인천 강화군 선원면 연리 54                                        | 강화군                                 | 1999년 3월 29일 지정                                                         |      |
| 18호 |      | 무태돈대 (無殆墩臺)                             | 인천 강화군 화도면 창후리 산151-4외 1필지                         | 강화군                                 | 1999년 3월 29일 지정                                                         |      |
| 19호 |      | 장도포대지 (獐島砲臺址)                         | 인천 남동구 논현동 111-13외 2필지                                 | 남동구                                 | 2001년 4월 2일 지정                                                          |      |
| 20호 |      | 인천해관문서 (仁川海關文書)                     | 인천 동구 화수동 140-60(화도진도서관)                             | 화도진도서관                           | 2002년 2월 4일 지정                                                          |      |
| 21호 |      | 전등사대웅보전후불탱 (傳燈寺大雄寶殿後佛幀)     | 인천 강화군 길상면 온수리 635                                     | 대한불교조계종전등사                   | 2002년 12월 23일 지정                                                        |      |
| 22호 |      | 전등사강설당아미타불탱 (傳燈寺講說堂阿彌陀佛幀) | 인천 강화군 길상면 온수리 635                                     | 대한불교조계종전등사                   | 2002년 12월 23일 지정                                                        |      |
| 23호 |      | 송현배수지 제수변실 (松現配水池 制水弁室)       | 인천 동구 송현동 23-62                                            | 동구, 인천상수도사업본부               | 2003년 10월 27일 지정                                                        |      |
| 24호 |      | 능인교당 현왕탱화 (能仁敎堂 現王탱화)           | 인천 중구 용동 237 능인사 경내                                    | 능인사                                 | 2009년 3월 2일 지정                                                          |      |
| 25호 |      | 김취려 묘 (金就礪 墓)                           | 인천 강화군 양도면 산71                                           | 언양김씨대종회                         | 2010년 12월 6일 지정                                                         |      |
| 26호 |      | 용수사 철조여래좌상 (龍壽寺 鐵造如來坐像)       | 인천 서구 신석로51번안길 14-2 (석남동, 용수사(조계종))            | 용수사                                 | 2014년 4월 16일 지정                                                         |      |
| 27호 |      | 흥륜사 아미타불도 (興輪寺 阿彌陀佛圖)           | 인천 연수구 동춘동 산14                                           | 흥륜사                                 | 2014년 4월 16일 지정                                                         |      |
| 28호 |      | 흥륜사 신중도 (興輪寺 神衆圖)                   | 인천 연수구 동춘동 산14                                           | 흥륜사                                 | 2014년 4월 16일 지정                                                         |      |
| 29호 |      | 양주성금속비 (梁柱星金屬碑)                     | 인천 중구 운중로 13-35(운남동)                                    | 인천광역시 중구청장                    | 2019년 7월 29일 지정                                                         |      |